# Phân phối đều liên tục
Phân phối đều liên tục là một phân phối mà xác suất xảy ra như nhau cho mọi kết cục của biến ngẫu nhiên liên tục. Phân phối đều liên tục đôi khi còn được gọi là phân phối hình chữ nhật và khi biểu diễn bằng hình vẽ sẽ có dạng hình chữ nhật.
Hàm mật độ xác suất của một phân phối đều liên tục có dạng:
{\displaystyle f(x)=\left\{{\begin{matrix}{\frac {1}{b-a}}&\ \ \ \mathrm {for} \ a\leq x\leq b,\\\\0&\mathrm {for} \ x<a\ \mathrm {or} \ x>b,\end{matrix}}\right.}
trong đó: x là biến ngẫu nhiên liên tục, a là giá trị cực tiểu, b là giá trị cực đại.
Hàm phân bố tích lũy của một phân phối đều liên tục có dạng:
{\displaystyle F(x)=\left\{{\begin{matrix}0&{\mbox{for }}x<a\\\\{\frac {x-a}{b-a}}&\ \ \ {\mbox{for }}a\leq x<b\\\\1&{\mbox{for }}x\geq b\end{matrix}}\right.\,\!}
Trong thống kê, khi dùng giá trị p làm giá trị thống kê kiểm tra một giả thuyết ban đầu đơn giản, và khi phân phối xác suất của giá trị thống kê kiểm tra là liên tục, thì nếu giá trị p có phân phối đều liên tục trong khoảng từ 0 tới 1, giả thuyết ban đầu không thể bác bỏ được.